# CarMaker
CarMaker ist ein Softwareprodukt des Herstellers IPG Automotive GmbH zur Simulation von Testfahrten. Die Software wird vorrangig bei der Fahrzeug- und Systementwicklung in der Automobilindustrie eingesetzt. Neben einer Entwicklungsumgebung und entsprechenden Modellen zur Nachbildung eines realen Fahrversuchs in der virtuellen Welt beinhaltet CarMaker diverse Werkzeuge zur Parametrierung, Simulation, Analyse sowie Diagnose aller Modellkomponenten.
Die Anwendung der Software lässt sich in die Bereiche Fahrerassistenzsysteme, autonome Fahrfunktionen, Antriebsstrang und Fahrdynamik einteilen.

## Geschichte
Entwickelt wurde CarMaker von der IPG Automotive GmbH (ehemals Ingenieurgemeinschaft Prof. Dr.-Ing. R. Gnadler GmbH). Das Unternehmen wurde 1984 als ein Spin-Off der Universität Karlsruhe, dem heutigen Karlsruher Institut für Technologie (KIT), von den wissenschaftlichen Mitarbeitern Alexander Schmidt und Andreas Riedel gemeinsam mit  Rolf Gnadler gegründet. In den Anfangsjahren lag das Hauptaugenmerk auf der Unterstützung von Projektpartnern bei Fahrdynamikfragen. Das im Zuge der Beratungsdienstleistung entwickelte Fahrdynamiksimulationsmodell IPG-CAR und das Fahrersimulationsmodell IPG-DRIVER wurden im Jahre 1999 als Softwareprodukt zusammengefasst und fortan unter dem Namen CarMaker vertrieben.

## Einsatz
CarMaker wird vorrangig in der Automobilindustrie verwendet. Den größten Teil der Anwender machen Automobilhersteller (OEMs) sowie Automobilzulieferer (Tier1s) aus, aber auch in der Forschung und Entwicklung gibt es  Kunden wie Universitäten, Hochschulen und Forschungsinstitute. Die Software wurde entwickelt, um reale Testfahrten – teilweise oder vollständig – in der Simulation abzubilden. Dies ermöglicht eine Zeit- und Kostenersparnis, eine gefahrlose Durchführung sowie eine exakte Reproduzierbarkeit der Fahrversuche. Insbesondere durch die steigende Relevanz von Assistenzsystemen und automatisierten Fahrfunktionen und der damit einhergehenden Anzahl benötigter Testszenarien nimmt die Simulation in der Fahrzeugentwicklung einen immer größer werdenden Stellenwert ein.

## Derivate
Neben der CarMaker-Testumgebung sind die Derivate TruckMaker für Nutzfahrzeuge und LKWs sowie MotorcycleMaker zur Simulation von Motorrädern erhältlich. Während die Benutzeroberfläche und Bedienung sich nicht von CarMaker unterscheidet, sind die Testumgebungen auf die jeweiligen Entwicklungs- und Testanforderungen der verschiedenen Sparten angepasst.

## Funktionsweise
CarMaker nutzt ein frei konfigurierbares Fahrzeugmodell, den sogenannten virtuellen Prototyp, das aus Modellen sämtlicher Fahrzeugsubsysteme aufgebaut wird. Über offene Modellschnittstellen können auch firmenexterne Subsysteme, beispielsweise von Partnern und Zulieferern, implementiert werden. Das Zusammenspiel der Subsysteme kann so zu einem frühen Zeitpunkt im Entwicklungsprozess erprobt werden.
Der Anwender hat die Möglichkeit, reale Testszenarien vollständig am Computer nachzubilden. Die Handlungen, die der virtuelle Fahrer ausführen soll, können in Form eines Befehls/Manövers definiert werden. Zum Test der Ausfallsicherheit (Fail-Safe) können definierte Ereignisse, wie die Erreichung einer bestimmten Streckenposition, Fehlfunktionen auslösen – etwa den Ausfall eines bestimmten Bauteils. Neben synthetischen Testfällen können aufgezeichnete Daten aus einer realen Testfahrt importiert und in der Simulation abgespielt werden.
Im Gegensatz zu realen Fahrversuchen sind die virtuellen Fahrversuche exakt reproduzierbar. Das vom virtuellen Fahrer durchgeführte Manöver, das Verhalten der Verkehrsteilnehmer, die Umweltbedingungen etc. können genau wie in den vorherigen Fahrversuchen abgebildet werden. Wenn bestimmte Einstellungen des Fahrzeugs angepasst werden müssen, können die Auswirkungen der Anpassungen durch die identischen Rahmenbedingungen wie beim vorherigen Versuch nachvollzogen werden. Der Testingenieur hat die vollständige Kontrolle über die Funktionstests.

## Produktbestandteile und -erweiterungen
Die Produkterweiterung Test Manager ermöglicht nach vorheriger Konfiguration durch den Anwender eine automatisierte und/oder parallelisierte Durchführung der Fahrversuche. Je nach Einsatzzweck und vorhandener Hardware gibt es verschiedene Möglichkeiten zur Parallelisierung. Computer mit mehreren CPU-Kernen und/oder Grafikprozessoren (GPUs) können parallele Berechnungen durchführen; innerhalb eines Netzwerks können auch mehrere Computer gleichzeitig dafür genutzt werden. Für die höchstmögliche Leistung ermöglicht High Performance Computing (HPC), lokal oder mithilfe von Cloud-Diensten, die parallele Berechnung einer großen Anzahl verschiedener Prozesse.
Eine Visualisierung der simulierten Fahrversuche ist mit der Programmerweiterung IPGMovie möglich. Das Fahrverhalten des Fahrzeugs kann vom Anwender auf diese Weise im Anschluss an die Simulation durch die erzielten Ergebnisse sowie direkt während der Durchführung des Fahrversuchs optisch nachvollzogen werden. Der Test von Fahrerassistenzsystemen, etwa eines Abstandsregeltempomaten, wird möglich, indem das von der Simulation ausgegebene Bild in die realen Sensoren der Systeme eingespeist wird. Den Sensoren wird in diesem Fall die simulierte Umgebung als die reale vorgegeben.
Grafisch darstellen lassen sich die Testergebnisse mit dem mitgelieferten Datenanalyse-Tool IPGControl. Die Parameter sind durch den Nutzer nach Bedarf anpassbar. Eine Anzeige der Daten ist sowohl während der Simulationsdurchführung als auch nach deren Abschluss möglich. Die Ergebnisdaten können zur Weiterverarbeitung in verschiedenen Dateiformaten exportiert werden.
Die Programmerweiterung Instruments bietet den Zugriff auf alle relevanten Instrumente, Skalen und Informationen über das Fahrerverhalten sowie über den Fahrzeugzustand. Durch die Verwendung von Skripten lassen sich die Instrumente nach Bedarf anpassen.

## Schnittstellen
Mithilfe einer Schnittstellenumgebung können  Tools und Echtzeit-Hardwareplattformen mit CarMaker verbunden werden, was dem Anwender eine Integration in den bestehenden Entwicklungsprozess ermöglicht. Zusätzlich unterstützt CarMaker die in der Industrie gängigen Standards und verfügt über mehrere Konverter.

## Lizenz
Die Software wird über ein Lizenzmodell vertrieben. Neben einer Testlizenz, die einen sechswöchigen Probezeitraum umfasst, sind kommerzielle Lizenzen sowie spezielle „Formula CarMaker“-Lizenzen verfügbar – ein kostenloses Lizenzmodell speziell für nichtkommerzielle studentische Rennteams der Formula Student.